# Doliocystis polydorae
Doliocystis polydorae is een soort in de taxonomische indeling van de Myzozoa, een stam van microscopische parasitaire dieren. Het organisme komt uit het geslacht Doliocystis en behoort tot de familie Lecudinidae. Doliocystis polydorae werd in 1893 ontdekt door Léger.